# جم کاکو
جِم کاکو (آلمانی: Cem Cako‏ ۸ ژانویهٔ ۱۹۷۷) هنرمند اهل آلمان-مقدونیه شمالی است. او در زمینه مد فعالیت می‌کند.
او در Polimoda در فلورانس در زمینه بینایی و سیستم‌های فکری خلاق تدریس می‌کند.
کاکو مدرس هنرهای زیبا در زمینه مجسمه‌سازی در یک آکادمی دولتی در اشتوتگارت است.

## جوایز
- ۲۰۰۹_جایزه طراح نوظهور، دنیدن، نیوزیلند، ID Dunedin Fashion Institute
- ۲۰۰۸_جایزه آنتورپ برای بهترین تفسیر یک مجموعه با روح طراحی مد در مؤسسه گوته در بروکسل، بلژیک.
- ۲۰۰۸_ جایزه پلی تکنیک Otage - Dunedin، نیوزیلند برای نوآوری در استفاده از مواد و روش‌ها Otago Polytechnic
- ۲۰۰۸_جایزه Master Of Linen - Milan Centro Lino Italiano در میلان، ایتالیا